# أمستون
أمستون ( Amstone ) هي شركة مصرية متخصصة في تطوير وإنتاج حلول الدفاع والأمن المتقدمة.  تأسست الشركة في عام 2018، ورسخت مكانتها كلاعب رئيسي في صناعة الدفاع في مصر من خلال شراكات استراتيجية مع شركات الدفاع العالمية. تركز شركة أمستون على تعزيز إنتاج الأسلحة المحلية من خلال دمج الخبرة الدولية مع قدرات التصنيع المحلية.  تصنع الشركة أنظمة بدون طيار ، وأنظمة مضادة للطائرات بدون طيار ،  وذخائر ذكية ، وتقنيات عسكرية بالتعاون مع شركات دفاعية دولية. 

## منتجات الشركة
- أير كاميل: مركبة جوية بدون طيار متعددة الأغراض وذات حمولة ثقيلة يصل وزنها الإجمالي إلى 500 كجم وتصل قدرتها على حمل الحمولة إلى 250 كجم. تم تصميمها للعمليات اللوجستية، بما في ذلك مكافحة الحرائق والاستطلاع، وكذلك تطبيقات القتال، وهي قادرة على حمل المقذوفات عند الحاجة. [4]
- إي أم بي: نظام هجين يجمع بين مدفع إي أم بي بمدى فعال يصل إلى 50 مترًا وجهاز تزييف GNSS باستخدام هاللوسات-أس3000، قادر على تعطيل الإشارات ضمن دائرة نصف قطرها 6 كم. [3]
- هيدرا بي 5: سفينة سطحية بدون طيار مصممة لمهام الدوريات والأمن الساحلي. تم تطويره بالشراكة مع شركة سورملي القبرصية والشركة الإيطالية ليوناردو . [5] وتتمتع السفينة بقدرة حمولة تبلغ 600 كيلوغرام، وتزن 1500 كيلوغرام، ويبلغ طولها 8.9 متر. ويمكن أن تصل سرعتها إلى 85 عقدة، وهي مجهزة بمدفع رشاش عيار 12.7 ملم يتم التحكم فيه عن بعد وطائرة بدون طيار صغيرة للاستطلاع عن قرب. يمكن أيضًا تسليحها بطوربيدات خفيفة الوزن من طراز "بلاك سكروبيون" وهي متوفرة في كل من الإصدارات المسلحة والانتحارية. [1]

- أتش 12 بوسيدون: مركبة جوية بدون طيار طويلة المدى ذات مدى تشغيلي يزيد عن 150 كم. [5] ، تم تطويره أيضًا بالتعاون مع سورملي. [6] تم تصميمه للعمل في البيئات الصعبة، وقادر على التغلب على تشويش نظام الملاحة عبر الأقمار الصناعية جي أن أس أس وظروف الطقس القاسية. تم تجهيز الطائرة بدون طيار بأنظمة مراقبة حرارية كهروضوئية لأداء مهام الاستطلاع المتنوعة. [1]

## أنظر أيضاً
- الصناعة العسكرية في مصر
- أنظمة هندسة الروبوتات